# YJ-83
Jing-ťi-83 (YJ-83) (v kódu NATO CSS-N-8 Saccade) je čínská nadzvuková protilodní střela, která je vylepšením střely YJ-2 (C-802). Její exportní označení je C-803.
Střela existuje ve verzích pro vypuštění z letadel, vrtulníků, ponorek, lodí i z pozemních nosičů. Za letu ji pohání proudový motor, pozemní a námořní verze startuje pomocí pomocného raketového motoru na tuhé pohonné látky. V takovém případě má střela délku 6,4 m, rozpětí 1,2 m, průměr 0,64 m a hmotnost 715 kg (letecká verze má délku 5,3 m a hmotnost 555 kg). Dosah střely je 180 km, v případě jejího vypuštění z letounu dokonce 250 km. Rychlost je až 1,5 M. Bojová hlavice obsahuje 165 kg výbušniny. Navádění zajišťuje pasivní/aktivní radar, přičemž je možné provádět korekce cíle pomocí datalinku.